# Slim geregeld, goed verbonden
Slim geregeld, goed verbonden (Sggv) is uitgevoerd in opdracht van het ministerie van Economische Zaken (EZ). Het programma is voltooid in december 2012.

## Doelstelling
Sggv was in het leven geroepen om een substantiële bijdrage te leveren aan verlaging van regeldruk voor ondernemingen en verbetering van efficiency en dienstverlening door overheden.

## Activiteiten
Sggv optimaliseerde publiek-private ketensamenwerking en werkte daarbij vanuit het perspectief en de knelpunten van de ondernemer. Het programma faciliteerde informatieketens van overheden en bedrijven bij de vermindering van regeldruk, onder meer in de bouw, horeca, asbestverwijdering, beroepsvisserij, evenementen, import en logistiek, rubber- en kunststofindustrie, land- en tuinbouw en de vleesindustrie.
Het programma heeft 17 casussen gerealiseerd. De betrokken ketenpartners verwachtten binnen het totaal aantal casussen een besparing te realiseren van circa 50 miljoen euro per jaar, naast verbeteringen op het gebied van dienstverlening, toezicht, voedselveiligheid, evenementenveiligheid en volksgezondheid.

## Methodiek
Tijdens de uitvoering van deze casussen is een methodiek voor publiek-private ketensamenwerking tot stand gekomen. Kenmerkend is de stapsgewijze aanpak die de ketenpartners doorlopen: verkenning, analyse, ontwerp en test van procesverbeteringen. Zij werken gedurende het gehele proces samen op zowel bestuurlijk als werkniveau om te zorgen voor draagvlak en uitvoerbaarheid. De gekozen procesverbeteringen worden doorgevoerd onder verantwoordelijkheid van de ketenpartners op basis van een gezamenlijke business-case.

## Besturing
De casussen van Sggv hebben gewerkt onder de verantwoordelijkheid van stuurgroepen, waarin de ketenpartners samenwerkten onder leiding van een onafhankelijke voorzitter. Voorbeelden van betrokken ketenpartners zijn brancheorganisaties waaronder VNO-NCW, Aedes (woningcorporaties), EVO (vervoerders), COV (vleesindustrie), NRK (rubber- en kunststofindustrie), Bouwend Nederland en Horeca Nederland, NOC*NSF, de ministeries EZ, Financiën, SZW, IenM en BZK, diverse overheidsdiensten waaronder NVWA, Douane, Inspectie Leefomgeving en Transport, Rijkswaterstaat, tientallen ondernemingen waaronder Havenbedrijf Rotterdam, Luchthaven Schiphol, Maersk, Danser, VanDrie Group en VION, en de VNG en gemeenten.

## Ondernemingsdossier
Door ketensamenwerking in de rubber- en kunststofindustrie, recreatie en horeca heeft Sggv de basis gelegd voor het Ondernemingsdossier, dat door branches in samenwerking met overheden wordt ontwikkeld en ingevoerd. In 2017 werd bekend dat het Ondernemingsdossier per augustus 2017 ophoudt te bestaan. Voor de bedrijven die actief gebruik maakten van het Ondernemingsdossier werd er een overgangsregeling getroffen.

## Oorsprong en voltooiing
Het programma is gestart naar aanleiding van het advies van de Taskforce Ketenherinrichting in maart 2007. De Taskforce was in het leven geroepen door het ministerie van Economische Zaken en werkgeversorganisatie VNO-NCW in het streven naar 'meer ruimte voor ondernemen, betere dienstverlening en lagere lasten voor ondernemers'. Het programma Sggv is gestart in januari 2009 en voltooid in december 2012.